# Robert Cyril Layton Perkins
Robert Cyril Layton Perkins (* 15. November 1866 in Badminton, Gloucestershire; † 29. September 1955 in Bovey Tracey, Devon) war ein britischer Entomologe und Zoologe, bekannt für seine Erforschung der Fauna von Hawaii.

## Leben
Perkins besuchte die King Edward VI Grammar School in St. Albans, an der sein Vater Schulleiter war, und die Merchant Taylor´s School in London. Anschließend studierte er zunächst ab 1885 Altphilologie am Jesus College in Oxford. Vorlesungen von Edward Poulton über Insektenfarben ließen ihn zu den Naturwissenschaften wechseln, speziell der Zoologie. 1889 erwarb er seinen Abschluss und 1891 wurde er von der Royal Society und der  British Association for the Advancement of Science beauftragt die Landfauna der Hawaii-Inseln aufzunehmen. Damit war er zehn Jahre beschäftigt, wobei er zwischen Hawaii und Cambridge wechselte. Die Ergebnisse erschienen 1899 bis 1913 in Fauna Hawaiensis (Herausgeber war David Sharp und beteiligt waren noch weitere Wissenschaftler). Ab 1902 arbeitete er für das Landwirtschaftsministerium in Hawaii und wurde 1904 Leiter der entomologischen Versuchsstation der Gesellschaft für Zuckerrohranbau auf Hawaii. Dort testete er natürliche Schädlinge von Pflanzen, die auf den Zuckerrohr-Monokulturen als Unkraut angesehen wurden, wozu er auch nach Australien und andere Orte reiste. 1912 musste er aus Gesundheitsgründen zurücktreten und zog nach Newton Abbott in Devon. Er veröffentlichte weiter über Insekten aus Hawaii und befasste sich mit Bienen und Pflanzenwespen aus Großbritannien.
Perkins beschrieb das Megalagrion molokaiense und zu Ehren von Johann Dietrich Alfken 1914 Alfkens Zwergsandbiene Andrena alfkenella Perkins, 1914.
1920 wurde er Fellow der Royal Society und 1912 erhielt er die Linné-Medaille für sein Werk über die Fauna von Hawaii. 1954 wurde er Ehrenfellow der Royal Entomological Society.
Sein Sohn John Frederick Perkins (1910–1983) war ebenfalls Entomologe und Spezialist für Hautflügler sowie Assistant Keeper am Natural History Museum.